# YF-100
YF-100 – chiński silnik rakietowy, spalający mieszankę nafty i ciekłego tlenu, wykorzystywany w rakietach nośnych Chang Zheng 5, Chang Zheng 6 i Chang Zheng 7. Prawdopodobnie wzorowany na projektowanym w ZSRR silniku RD-120.

## Tworzenie
Prace nad stworzeniem silnika rozpoczęto na początku XXI wieku, w tym samym czasie rozpoczęto opracowywanie mniejszego silnika YF-115, który docelowo napędza górne stopnie rakiet CZ-6 i CZ-7. W listopadzie 2007 przeprowadzono pierwszy zapłon silnika, który pracował podczas testu przez 300 sekund.
Idea stworzenia wydajnego silnika rakietowego nie używającego toksycznej mieszanki hipergolowej jako materiału pędnego była jednym z celów chińskiej inżynierii od czasu uruchomienia Programu 863 w 1986. Jednakże chiński przemysł nie był w stanie podjąć się tego zadania aż do wczesnych lat 90. XX wieku, kiedy nie uzyskano dostępu do próbnych egzemplarzy (prawdopodobnie również dokumentacji technicznej) radzieckiego silnika RD-120.
28 maja 2012 silnik YF-100 został dopuszczony do eksploatacji. Pierwszy lot silnika odbył się 20 września 2015 podczas pierwszego startu rakiety Chang Zheng 6.

## Dane techniczne
Silnik zasilany jest przez jedną turbopompę, z jednym stopniem dla utleniacza oraz dwoma dla paliwa, zasilaną przez wspólny wał napędowy czerpiący energię z turbiny zasilanej spalinami z niewielkiej komory umieszczonej przed główną komorą spalania. Silnik posiada możliwość zmiany wartości siły ciągu podczas pracy (od 65 do 100% wartości nominalnej). Praca turbopompy jest wspomagana przez dwie pompy niskiego ciśnienia zapobiegające występowaniu zjawiska kawitacji. Silnik posiada wymiennik ciepła służący do nagrzewania tlenu w stanie gazowym w celu utrzymania ciśnienia w zbiornikach utleniacza, a także wykorzystuje sprężoną ciekłą naftę jako płyn hydrauliczny dla siłowników kontrolujących położenie wektora ciągu.
Prace badawcze trwały 10 lat. Do 2013 dopracowano 70 kluczowych rozwiązań technologicznych, opracowano 50 rodzajów materiałów konstrukcyjnych i zbudowano 61 egzemplarzy, które poddawano testom łącznie przez ponad 40 tysięcy sekund.

## Warianty
- YF-100 (wychylana komora w jednej osi) – używana w rakietach CZ-5 i CZ-7 jako silnik stopnia pomocniczego.
- YF-100 (wychylana komora w dwóch osiach) – używana w rakietach CZ-7 jako silnik centralnego stopnia.
- YF-100GBI – specjalna wersja dla rakiet CZ-6, wyposażona w dodatkowe dysze do kontroli obrotu rakiety wokół własnej osi.